# Si Abdelghani
Si Abdelghani è un comune dell'Algeria, situato nella provincia di Tiaret.